# Romuald Morency
Romuald Morency, né le 26 juin 1995 à Sarcelles, Val-d'Oise, est un joueur français de basket-ball. Il évolue au poste d'ailier.

## Biographie

### Cholet Basket (2011-2015)
En 2011, il rejoint le centre de formation du Cholet Basket.
Durant la saison 2014-2015, il joue avec les espoirs et l'équipe professionnelle du Cholet Basket.

### Poitiers Basket 86 (2015-2016)
Le 10 juin 2015, il est prêté au Poitiers Basket 86 en Pro B.

### JA Vichy-Clermont (2016-2019)
Le 11 juin 2016, il est prêté à la JA Vichy-Clermont.
Le 21 juin 2017, il est prêté une deuxième fois à Vichy-Clermont et reste pour la saison 2017-2018.
Le 27 juin 2019, après deux saisons, le prêt est prolongé pour la saison 2018-2019.

### Sharks d'Antibes (2019-2020)
Le 18 juin 2019, il signe avec les Sharks d'Antibes.

### Gravelines-Dunkerque (depuis 2020)
Le 9 mai 2020, il signe pour deux ans à Gravelines-Dunkerque.

## Parcours en club
- 2014-2015 :  Cholet Basket (Pro A)
- 2015-2016 :  Poitiers Basket 86 (Pro B)
- 2016-2019 :  JA Vichy-Clermont (Pro B)
- 2019-2020 :  Sharks d'Antibes (Pro B)
- 2020-2023 :  BCM Gravelines-Dunkerque (Pro A)
- 2023-2024 :  Orléans Loiret Basket (Pro B)
- 2024-2025 :  Abeille des Aydes Blois Basket (Pro B)

## Famille
Il est le fils d'un père martiniquais, Jean-Yves, ancien handballeur en Martinique, le frère de Cyril Morency, handballeur, et de Jean-Frédéric Morency, basketteur professionnel.